# Nordmannia cerroides
Nordmannia cerroides är en fjärilsart som beskrevs av De Lattin, Jöst och Heuser 1961. Nordmannia cerroides ingår i släktet Nordmannia och familjen juvelvingar. Inga underarter finns listade i Catalogue of Life.